# 蘇加基
48°37′51″N 27°52′4″E / 48.63083°N 27.86778°E
蘇加基（烏克蘭語：Сугаки），是烏克蘭西南部的村莊，隸屬文尼察州的莫希利夫-波季利斯基區。該村始建於1650年，面積4.8平方公里，海拔高度213米，2001年人口1,664，人口密度每平方公里346.67人。